# Aéroport Franz-Josef-Strauß de Munich
Pour les articles homonymes, voir Aéroport de Munich.
L'aéroport Franz-Josef-Strauß de Munich (Flughafen München „Franz Josef Strauß“) (code IATA : MUC • code OACI : EDDM) se situe à 28 km au nord de la capitale bavaroise.
En 2018, plus de 46,3 millions de passagers y sont passés, faisant de Munich le 2e aéroport d'Allemagne et le 7e d'Europe.
En 2019, pour la 12e fois sur les 14 dernières années , l'aéroport de Munich fut nommé meilleur aéroport d'Europe ("Best Airport in Europe") et 7e mondial par Skytrax.

## Histoire
La construction de l'aéroport fut terminée en 1992, remplaçant l'ancien aéroport international de Munich-Riem. Quand sa construction débuta en 1980, un village appelé Franzheim a dû être démoli et ses 500 habitants furent relogés ailleurs.
L'aéroport a été baptisé d'après le nom de Franz Josef Strauß, qui a joué un rôle important dans la politique allemande. Entre autres, Strauß fut longtemps premier ministre du Land de Bavière. Sous son gouvernement, le projet de création de l'aéroport naquit. On dit que Strauß, tout en étant un pilote d'avion privé lui-même, a eu un intérêt particulier pour l'industrie et l'infrastructure aéronautiques. Nommer l'aéroport avec un nom et un prénom est tout à fait rare en Allemagne, d'autant plus que l'opérateur de l'aéroport est seulement appelé « Flughafen München GmbH ». Dans la région de Munich, la plupart des personnes préfèrent le terme « Flughafen München » (aéroport de Munich), parfois « Flughafen München II » ou simplement MUC.
Le terminal 2 a été achevé en juin 2003. Ce terminal est principalement utilisé par les membres de la Star Alliance. La Lufthansa y accroit aussi de façon significative ses offres vers des destinations internationales. En effet, l'aéroport de Francfort atteignant à l'heure actuelle sa capacité maximale, certaines destinations à grande fréquence sont réparties entre Francfort et Munich.
En raison de l'augmentation rapide du trafic, une troisième piste est en projet de construction. Elle réduirait également de manière significative les importants retards de l'hiver, qui se produisent parfois pendant des lourdes chutes de neige. Comme souvent, une forte opposition existe contre ce projet chez les populations voisines. Des procès contre la réalisation de la piste ont même été déjà annoncés.

## Situation
| Berlin · Brandebourg EuroAirport Basel-Mulhouse-Freiburg Freiburg · City Brême Cassel Cologne · Bonn Dortmund Dresde Düsseldorf Erfurt Francfort-Hahn Francfort · sur-le-Main Friedrichshafen Hambourg Hanovre Heringsdorf Karlsruhe · Baden-Baden Leipzig Lübeck Memmingen Munich Münster · Osnabrück Nuremberg Paderborn · Lippstadt Rostock Sarrebruck Stuttgart Sylt Weeze Mannheim |

## Statistiques
Le graphique qui aurait dû être présenté ici ne peut pas être affiché car il utilise l'ancienne extension Graph, désactivée pour des questions de sécurité. Des indications pour créer un nouveau graphique avec la nouvelle extension Chart sont disponibles ici.

Voir la requête brute et les sources sur Wikidata.

## Compagnies aériennes et destinations

### Passagers
L'aéroport de Munich propose les destinations suivantes :
| Compagnies                    | Destinations |
| ----------------------------- | --- |
| Aegean Airlines               | Athènes E.-Venizélos, Thessalonique-Makedonía En saison : Héraklion-N. Kazantzákis, Kalamata |
| Aer Lingus                    | Dublin En saison : Cork |
| airBaltic                     | Riga, Tallinn, Tampere/Pirkkala, Vilnius |
| Air Cairo                     | En saison : Hurghada, Marsa Alam |
| Air Canada                    | Toronto (Pearson) |
| Air Dolomiti                  | - Bari-Karol Wojtyła, - Bologne-Borgo Panigale, - Cluj-Napoca, - Cracovie-Jean-Paul II, - Coni, - Dresde, - Florence-Peretola, - Gênes-Christophe-Colomb, - Jersey, - Milan-Linate, - Milan-Malpensa, - Nice-Côte d'Azur, - Olbia-Costa Smeralda, - Paris-Orly, - Turin S.-Pertini (Caselle), - Venise - Marco Polo, - Vérone - Villafranca En saison : Brindisi Papola/Casale |
| Air Europa                    | Madrid-Barajas |
| Air France                    | Paris-Charles de Gaulle |
| Air Malta                     | Malte |
| AJet                          | Ankara Esenboğa, Istanbul-S. Gökçen |
| All Nippon Airways            | Tokyo-Haneda |
| American Airlines             | Charlotte-Douglas |
| Austrian Airlines             | Vienne-Schwechat |
| British Airways               | Londres-Heathrow |
| Brussels Airlines             | Bruxelles-National |
| Condor                        | - Fuerteventura, - Hurghada, - Lanzarote-Arrecife, - La Palma, - Las Palmas/Gran Canaria, - Palma de Majorque, - Ténériffe-Sud Reine Sofia En saison : - Agadir-Al Massira, - Alicante-Elche, - Antalya, - Corfou-I. Kapodístrias, - Faro, - Héraklion-N. Kazantzákis, - Ibiza, - Jerez de la Frontera, - Kalamata, - Karpathos, - Kavala-Alexandre le Grand, - Céphalonie, - Kos, - La Canée I.-Daskaloyánnis, - Lamezia Terme, - Madère-C. Ronaldo, - Malaga-Costa del Sol, - Mykonos, - Olbia-Costa Smeralda, - Prévéza-Aktion, - Punta Cana, - Rhodes-Diagoras, - Sámos-Aristarque, - Santorin, - Skiathos-A. Papadiamándis, - Split, - Souleimaniye, - Vólos, - Zante D.-Solomós |
| Corendon Airlines             | En saison : Antalya, Izmir-A. Menderes |
| Croatia Airlines              | Osijek, Split, Zagreb-Pleso En saison : Brač, Dubrovnik, Rijeka |
| Dan Air                       | Brasov, Bucarest-H. Coandă |
| Delta Air Lines               | Atlanta H.-Jackson En saison : Détroit, New York-John F. Kennedy |
| easyJet                       | Édimbourg, Londres-Gatwick, Manchester En saison : Milan-Malpensa, Naples-Capodichino |
| EgyptAir                      | Le Caire |
| El Al                         | Tel Aviv - Ben Gourion |
| Emirates                      | Dubaï |
| Etihad Airways                | Abou Dabi |
| European Air Charter          | En saison charter : Bourgas |
| Eurowings                     | - Cologne/Bonn-K. Adenauer, - Dortmund, - Düsseldorf, - Hambourg-H.-Schmidt, - Palma de Majorque, - Priština |
| Eurowings Discover            | - Fuerteventura, - Hurghada, - Las Palmas/Gran Canaria, - Madère-C. Ronaldo, - Marrakech-Ménara, - Ténériffe-Sud Reine Sofia En saison : - Agadir-Al Massira, - Antalya, - Bodrum-Milas, - Corfou-I. Kapodístrias, - Djerba-Zarzis, - Héraklion-N. Kazantzákis, - Ibiza, - Jerez de la Frontera, - Kavala-Alexandre le Grand, - Kos, - La Canée I.-Daskaloyánnis, - Lanzarote-Arrecife, - Marsa Alam, - Monastir, - Mykonos, - Palma de Majorque, - Prévéza-Aktion, - Rhodes-Diagoras, - Sámos-Aristarque, - Santorin, - Skiathos-A. Papadiamándis, - Zante D.-Solomós |
| EVA Air                       | Taïwan-Taoyuan |
| Finnair                       | Helsinki-Vantaa |
| FlyOne                        | En saison : Chișinău |
| Freebird Airlines             | En saison : Antalya |
| Iberia                        | Madrid-Barajas |
| Icelandair                    | Reykjavik-Keflavík |
| Iran Air                      | Téhéran-Imam-Khomeini |
| Iraqi Airways                 | Bagdad, Erbil |
| Israir                        | En saison : Tel Aviv - Ben Gourion |
| ITA Airways                   | Rome Léonard-de-Vinci/Fiumicino |
| Jazeera Airways               | En saison : Koweït |
| KLM                           | Amsterdam |
| Kuwait Airways                | Koweït |
| Liliair                       | Klagenfurt |
| LOT Polish Airlines           | Varsovie-Chopin |
| Lübeck Air                    | Lübeck |
| Lufthansa                     | - Alicante-Elche, - Amsterdam, - Ancône-Falconara, - Athènes E.-Venizélos, - Bangkok-Suvarnabhumi, - Barcelone-El Prat, - Bâle-Mulhouse, - Belgrade-Nikola-Tesla, - Berlin-Brandebourg, - Bilbao, - Birmingham, - Billund, - Bombay-Chhatrapati-Shivaji, - Bordeaux-Mérignac, - Boston Logan, - Brême, - Bruxelles-National, - Bucarest-H. Coandă, - Budapest-Ferenc Liszt, - Catane-Fontanarossa, - Charlotte-Douglas, - Chicago-O'Hare, - Cluj-Napoca, - Cologne/Bonn-K. Adenauer, - Copenhague-Kastrup, - Cracovie-Jean-Paul II, - Debrecen, - Delhi-Indira Gandhi, - Denver, - Dresde, - Dublin, - Düsseldorf, - Édimbourg, - Faro, - Francfort, - Gdańsk-L. Wałęsa, - Gênes-Christophe-Colomb, - Göteborg, - Graz-Thalerhof, - Hambourg-H.-Schmidt, - Hanovre, - Helsinki-Vantaa, - Hong Kong, - Johannesbourg OR Tambo, - Katowice-Pyrzowice, - Larnaca, - Le Caire, - Leipzig/Halle, - Lisbonne-H. Delgado, - Ljubljana-Jože Pučnik, - Londres-Heathrow, - Los Angeles, - Luxembourg-Findel, - Lyon-Saint-Exupéry, - Madère-C. Ronaldo, - Madrid-Barajas, - Malaga-Costa del Sol, - Manchester, - Marseille-Provence, - Mexico-B. Juárez, - Milan-Malpensa, - Montréal (P.-E.-Trudeau), - Münster/Osnabrück, - Nantes-Atlantique, - Naples-Capodichino, - Newark-Liberty, - New York-John F. Kennedy, - Nice-Côte d'Azur, - Osaka-Kansai, - Oslo-Gardermoen, - Oulu, - Paderborn-Lippstadt, - Palerme Falcone-Borsellino, - Palma de Majorque, - Paris-Charles de Gaulle, - Pékin-Capitale, - Porto-F. Sá-Carneiro, - Poznań (Posnanie)-H. Wieniawski, - Prague-Václav-Havel, - Rio de Janeiro/Galeão, - Rome Léonard-de-Vinci/Fiumicino, - Rzeszów, - San Diego, - San Francisco, - São Paulo/Guarulhos , - Séoul-Incheon, - Shanghai-Pudong, - Sibiu, - Singapour-Changi, - Sofia-Vrajdebna, - Stockholm-Arlanda, - Stuttgart, - Sylt-Westerland, - Tallinn, - Tbilissi-C. Roustavéli, - Tel Aviv - Ben Gourion, - Thessalonique-Makedonía, - Timişoara-T. Vuia, - Tirana-Mère-Teresa, - Tokyo-Haneda, - Toulouse-Blagnac, - Tunis-Carthage, - Turin S.-Pertini (Caselle), - Valence, - Varsovie-Chopin, - Vienne-Schwechat, - Washington-Dulles, - Wrocław-N. Copernic, - Zagreb-Pleso, - Zurich En saison : - Bastia-Poretta, - Bergen, - Biarritz-Pays Basque, - Bodrum-Milas, - Cagliari, - Corfou-I. Kapodístrias, - Dubaï, - Dubrovnik, - Fuerteventura, - Héraklion-N. Kazantzákis, - Hurghada, - Ibiza, - Jerez de la Frontera, - Jersey, - Kalamata, - Kittilä, - Lanzarote-Arrecife, - Las Palmas/Gran Canaria, - Le Cap, - Malte, - Marsa Alam, - Minorque-Mahón, - Miami, - Mykonos, - Olbia-Costa Smeralda, - Oviédo-Asturies, - Pise-Galileo Galilei, - Prévéza-Aktion, - Pula, - Reykjavik-Keflavík, - Rhodes-Diagoras, - Rijeka, - Rimini, - Santorin, - Séville-San Pablo, - Split, - Ténériffe-Sud Reine Sofia, - Tivat, - Toronto (Pearson), - Tromsø, - Vancouver, - Varna, - Zadar, - Zante D.-Solomós |
| Luxair                        | Luxembourg-Findel |
| Nesma Airlines                | Charter : Hurghada |
| Norwegian Air Shuttle         | Copenhague-Kastrup , Oslo-Gardermoen, Stockholm-Arlanda |
| Nouvelair                     | Djerba-Zarzis, Monastir En saison : Tunis-Carthage |
| Oman Air                      | Mascate |
| Pegasus Airlines              | Istanbul-S. Gökçen En saison : Antalya |
| Qatar Airways                 | Doha-Hamad |
| Royal Jordanian               | Amman-Reine-Alia |
| Saudia                        | Djeddah - Roi-Abdelaziz, Riyad-roi Khaled |
| Scandinavian Airlines         | Copenhague-Kastrup, Oslo-Gardermoen, Stockholm-Arlanda |
| Singapore Airlines            | Singapour-Changi |
| Sky Express                   | Athènes E.-Venizélos |
| Small Planet Airlines         | En saison charter : Vilnius |
| SmartLynx Airlines            | En saison charter : Ras el Khaïmah |
| Somon Air                     | Douchanbé |
| SunExpress                    | Ankara Esenboğa, Antalya, Izmir-A. Menderes En saison : - Adana-Sakirpasa, - Bodrum-Milas, - Dalaman, - Gaziantep-Oğuzeli, - Kayseri-Erkilet, - Samsun-Çarşamba |
| Swiss International Air Lines | Genève-Cointrin, Zurich |
| TAP Air Portugal              | Lisbonne-H. Delgado |
| Thai Airways                  | Bangkok-Suvarnabhumi |
| TUI fly Deutschland           | - Fuerteventura, - Hurghada, - Lanzarote-Arrecife, - Las Palmas/Gran Canaria, - Rabil, - Sal-A. Cabral, - Ténériffe-Sud Reine Sofia En saison : - Antalya, - Áraxos, - Corfou-I. Kapodístrias, - Dalaman, - Djerba-Zarzis, - Faro, - Héraklion-N. Kazantzákis, - Ibiza, - Jerez de la Frontera, - Kos, - Marsa Alam, - Minorque-Mahón, - Palma de Majorque, - Rhodes-Diagoras |
| Tunisair                      | Djerba-Zarzis, Monastir, Tunis-Carthage |
| Turkish Airlines              | Istanbul En saison : - Adana-Sakirpasa, - Ankara Esenboğa, - Antalya, - Bodrum-Milas, - Dalaman, - Gaziantep-Oğuzeli, - Izmir-A. Menderes, - Kayseri-Erkilet, - Ordu-Giresun, - Samsun-Çarşamba, - Trabzon/Trébizonde |
| United Airlines               | - Chicago-O'Hare, - Denver, - Houston-George Bush, - Newark-Liberty, - San Francisco, - Washington-Dulles |
| Vueling                       | Barcelone-El Prat, Palma de Majorque En saison : Alicante-Elche, Malaga-Costa del Sol |
| Widerøe                       | Bergen |

Édité le 10/07/2019. Actualisé le 24/03/2023.

### Cargo
| Compagnies                            | Destinations                                                     |
| ------------------------------------- | ---------------------------------------------------------------- |
| AirBridgeCargo Airlines               | Moscou-Cheremetievo                                              |
| ATRAN                                 | Liège, Moscou-Cheremetievo                                       |
| Cargolux                              | Atlanta, Luxembourg                                              |
| DHL Aviation exploité par EAT Leipzig | Leipzig/Halle                                                    |
| FedEx Express                         | Cologne/Bonn, Francfort, Milan-Malpensa, Paris-Charles de Gaulle |
| Star Air (Maersk)                     | Athènes, Cologne/Bonn                                            |
| TNT Airways                           | Liège, Ljubljana                                                 |
| Yangtze River Express                 | Bruxelles, Shanghai-Pudong                                       |

Note : au 8 janvier 2016

## Accès

### Voiture
Pour rejoindre l'aéroport depuis Munich en voiture, il faut emprunter l'A92 puis prendre la sortie no 6.

### Train
Les lignes S1 et S8 du S-Bahn de Munich desservent l'aéroport (gare de München Flughafen Terminal) en 40 minutes environ depuis la gare centrale de Munich.

## Galerie

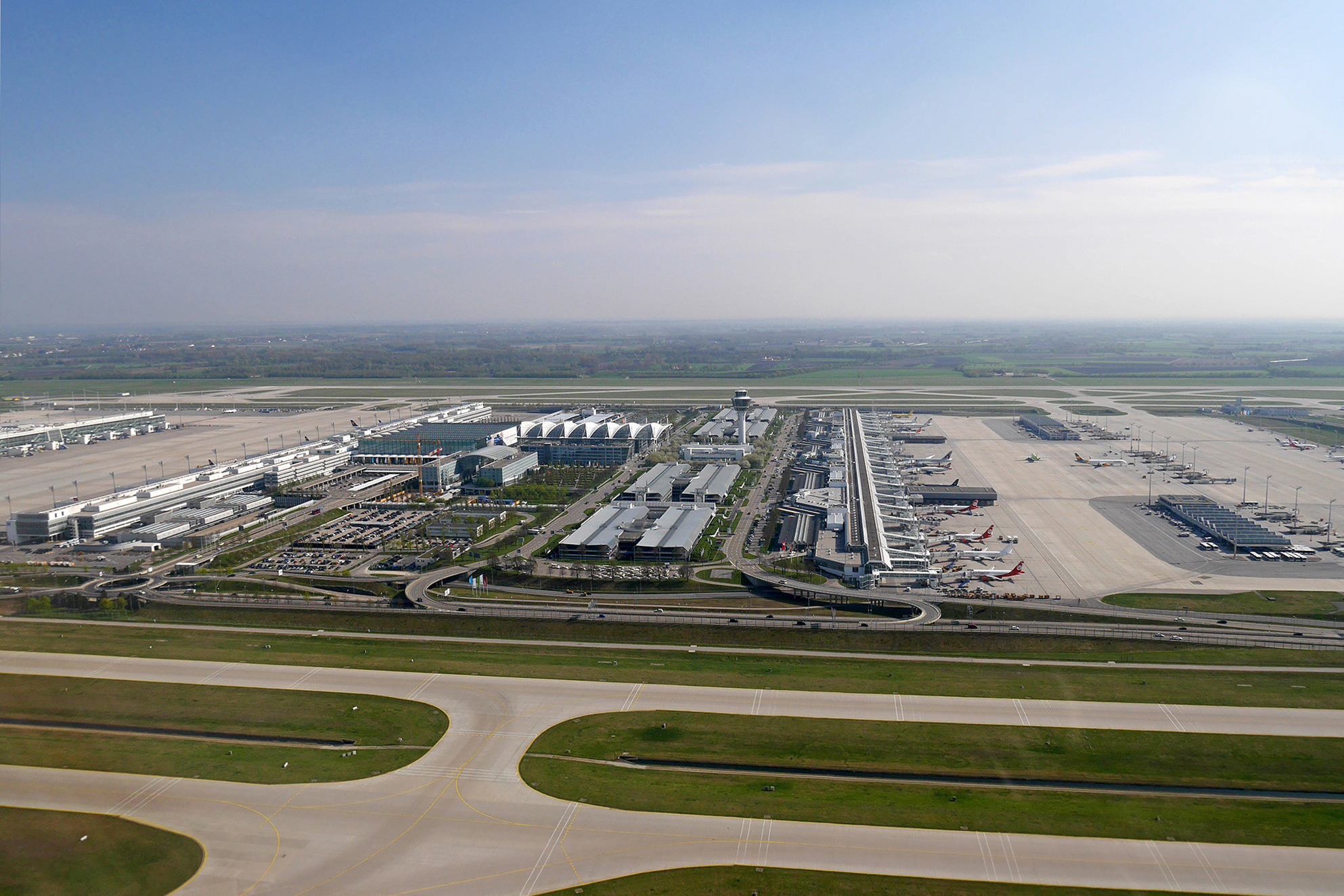
Vue aérienne de l'aéroport.
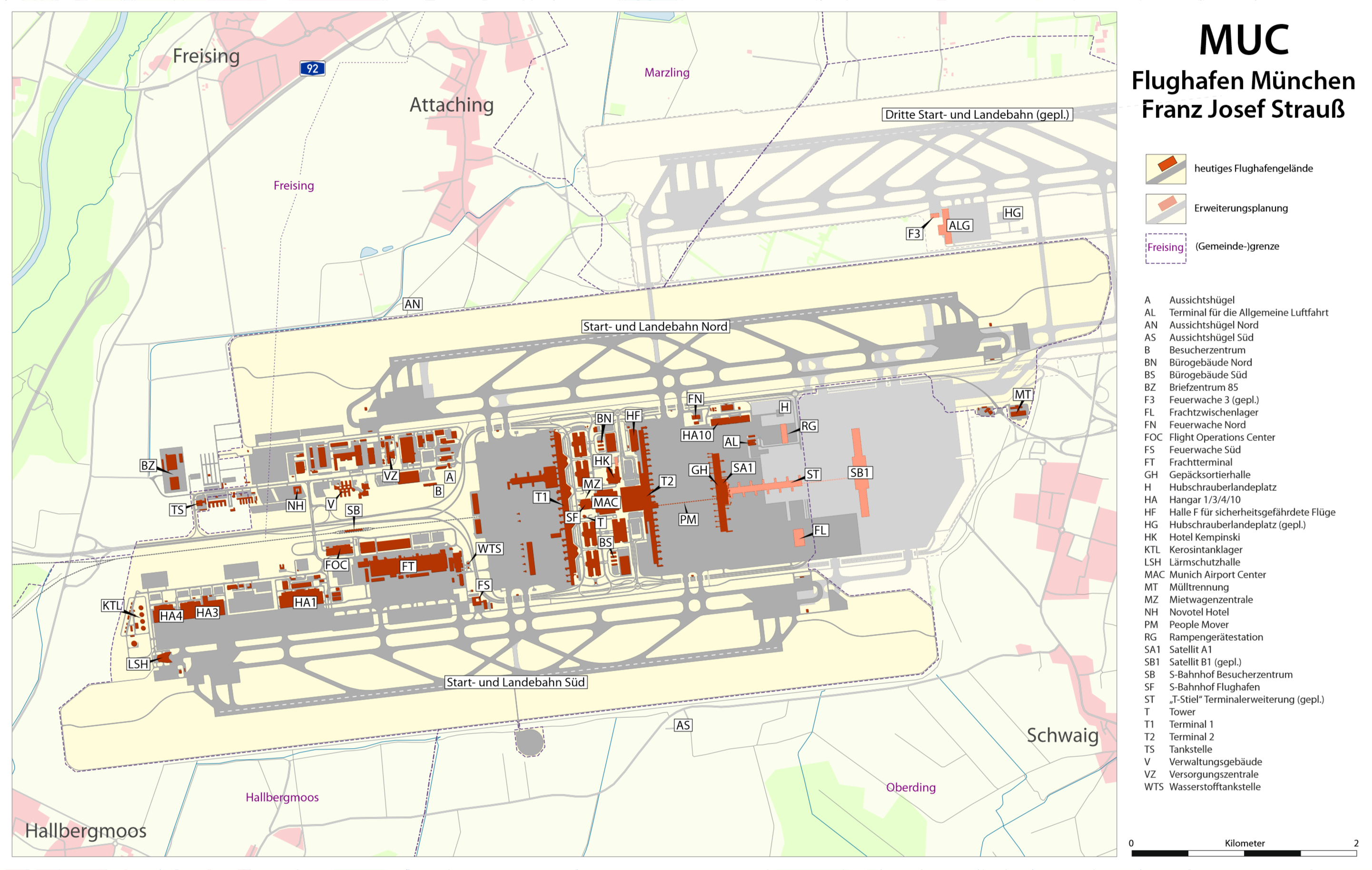
Plan d'extension de l'aéroport.
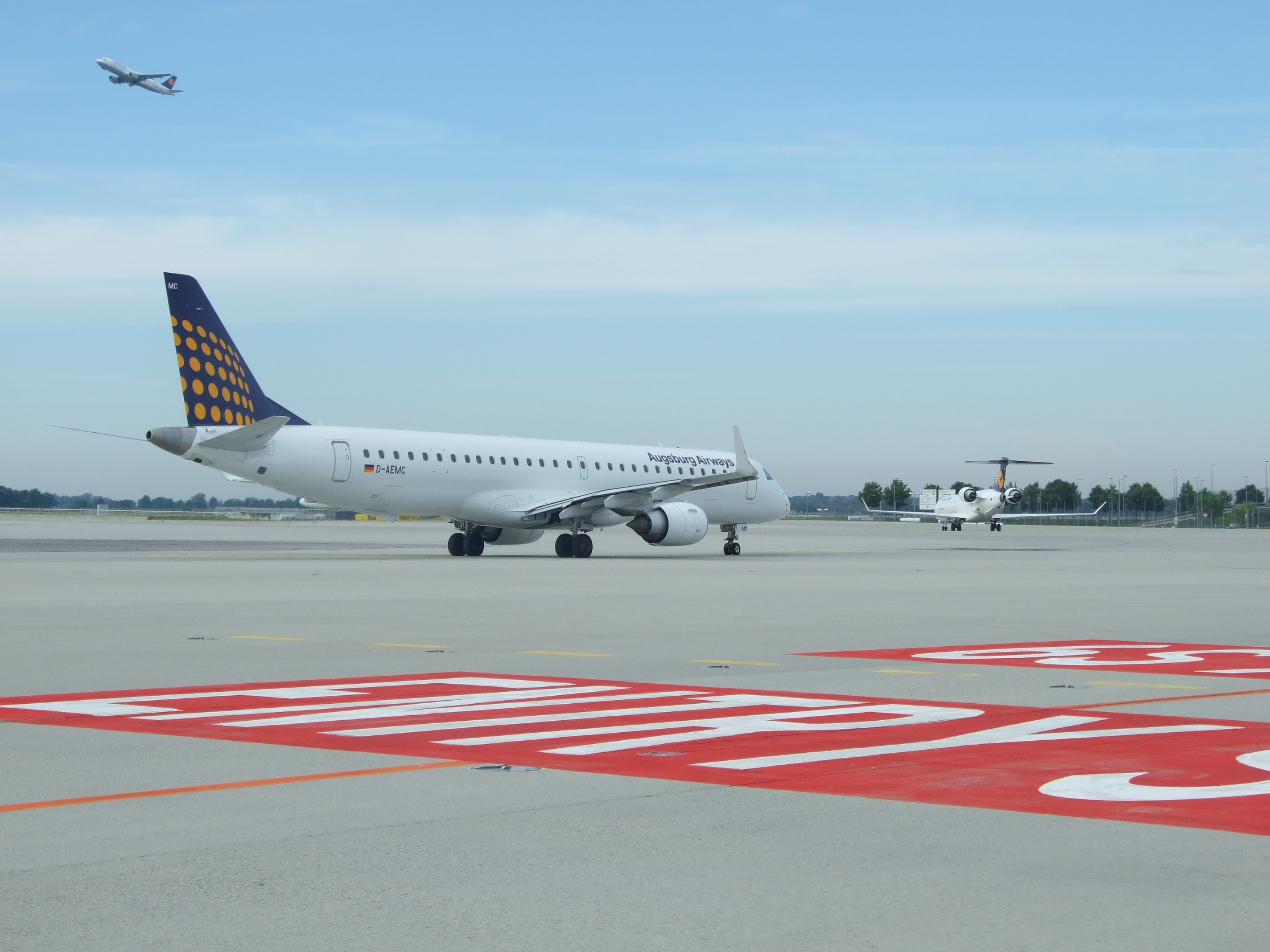
Aire de stationnement.
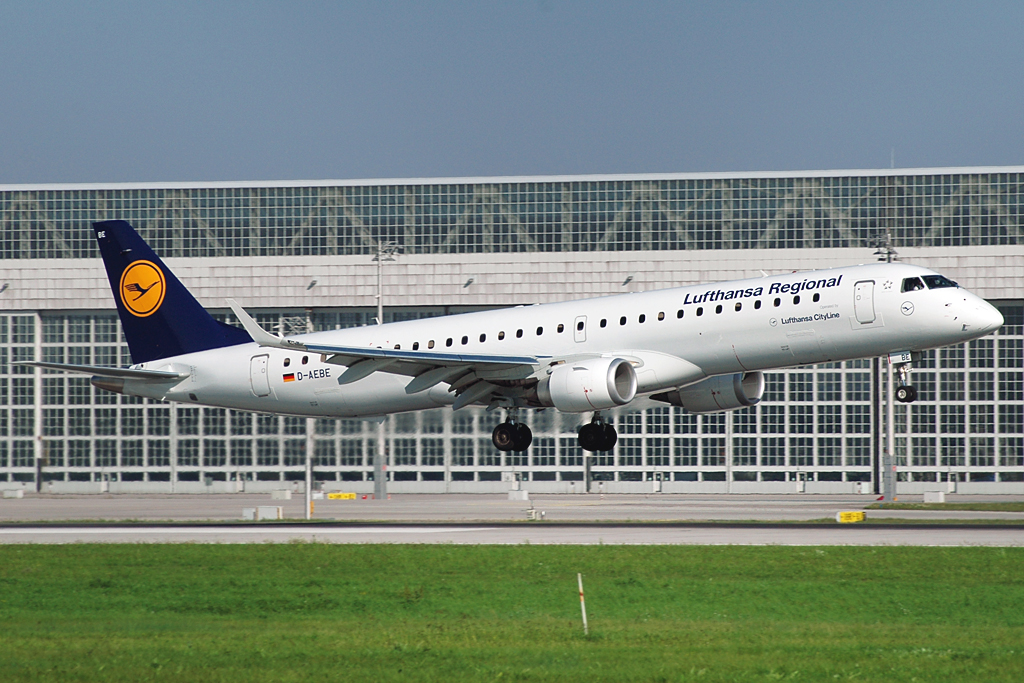
Lufthansa Regional Embraer E195.